# مایکل هافمن (کارگردان)
مایکل هافمن (انگلیسی: Michael Hoffman؛ زادهٔ ۳۰ نوامبر ۱۹۵۶) کارگردان، فیلم‌نامه‌نویس و تهیه‌کننده اهل ایالات متحده آمریکا است. وی از سال ۱۹۸۲ میلادی تاکنون مشغول فعالیت بوده‌است.